# Hermann Schreiber (lotnik)
Hermann Schreiber (ur. 11 listopada 1909 w Arth-Goldau, zm. 12 kwietnia 2003 w Gersau) – szwajcarski lotnik, jedyny w historii medalista olimpijski w szybownictwie, który zdobył złoty medal na igrzyskach w 1936. Został nagrodzony za lot szybowcowy nad Alpami. Planowano zorganizować zawody szybownicze także na igrzyskach olimpijskich w 1940, jednakże z powodu drugiej wojny światowej igrzyska się nie odbyły, dlatego Schreiber do dziś pozostaje jedynym medalistą olimpijskim w szybownictwie.